# 中里美喜
中里 美喜（なかざと みき、1987年5月7日 - ）は日本で活動するミュージカル俳優および元バレリーナである。埼玉県川越市出身。劇団四季所属。

## 来歴
4歳の頃から伊藤京子バレエスタジオでクラシックバレエを始め、その後コンテンポラリーダンスのレッスンも受けた。キャッツを観劇したことがきっかけで劇団四季を目指すようになり、2010年に劇団四季研究所へ入所した。2011年3月6日に京都劇場で開幕したオペラ座の怪人京都公演のアンサンブル10枠役で初舞台出演を果たし、ちょうど1年後の2012年3月6日には新たにメグ・ジリー役としてデビューしている。

## 主な出演作品
- オペラ座の怪人（2011年アンサンブル10枠、2012年メグ・ジリー）
- 王様の耳はロバの耳（2011年バラの精、2011年陽だまりの精）
- むかしむかしゾウがきた（2014年アンサンブル）

※括弧内の年は初出演年